# Charles Sprague Sargent
Charles Sprague Sargent, född 24 april 1841 i Boston, död 22 mars 1927, var en amerikansk botaniker. 
Sargent var professor i hortikultur vid Harvard University i Cambridge, Massachusetts, 1872–73, föreståndare för botaniska trädgården 1873–79, tillika föreståndare för Arnold Arboretum i Boston från 1872 och professor i arborikultur sedan 1879. 
Sargent var en av sin tids främsta dendrologer och skogskännare. Av hans många arbeten på detta område märks Catalogue of the Forest Trees of North America, The Woods of the United States, The Forest Flora of Japan, Silva of North America och Manual of the Trees of North America. Han utgav "Garden and Forest" 1887–97.